# Klosterkirche Zscheiplitz

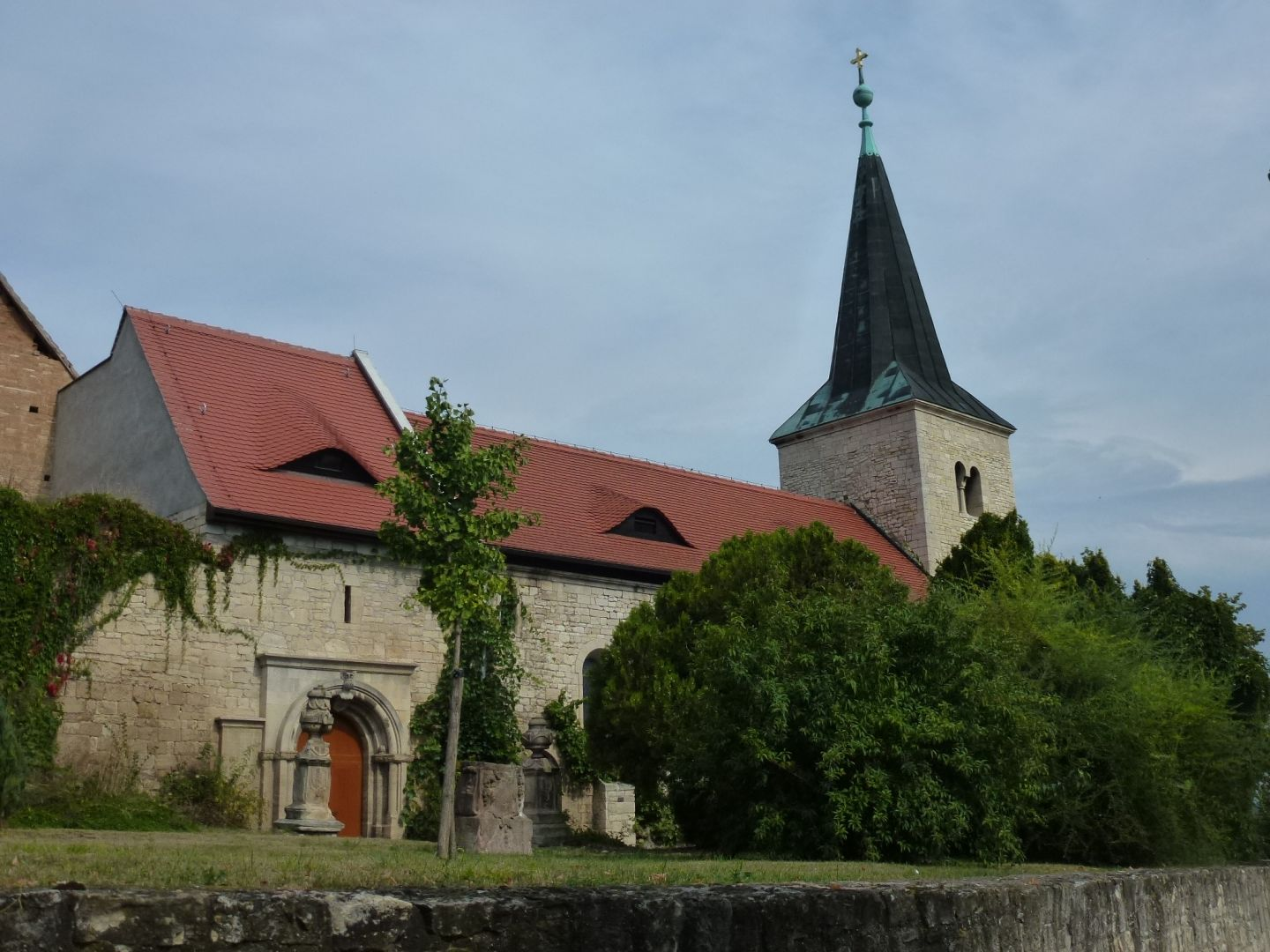
Klosterkirche Zscheiplitz

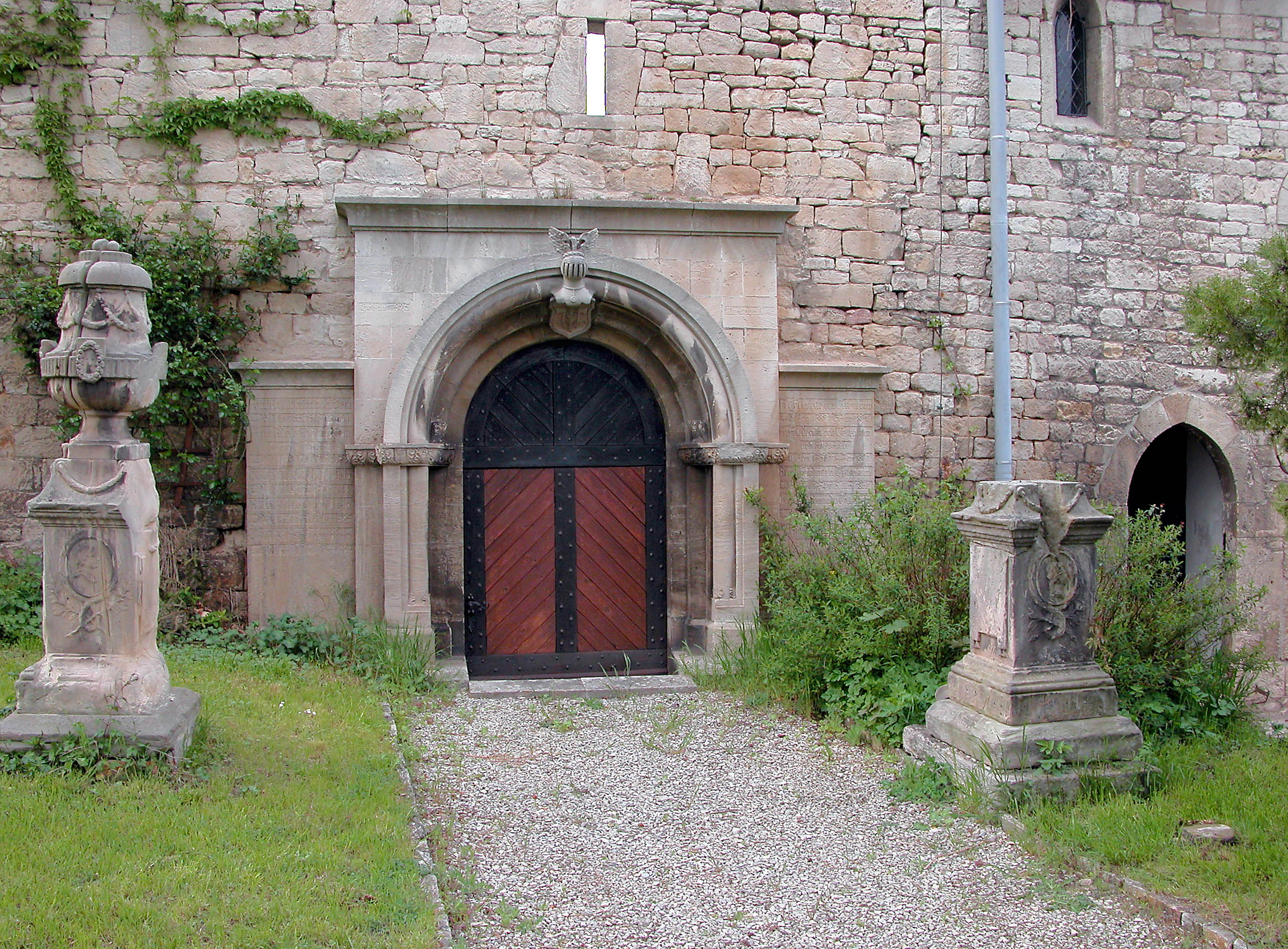
Portal

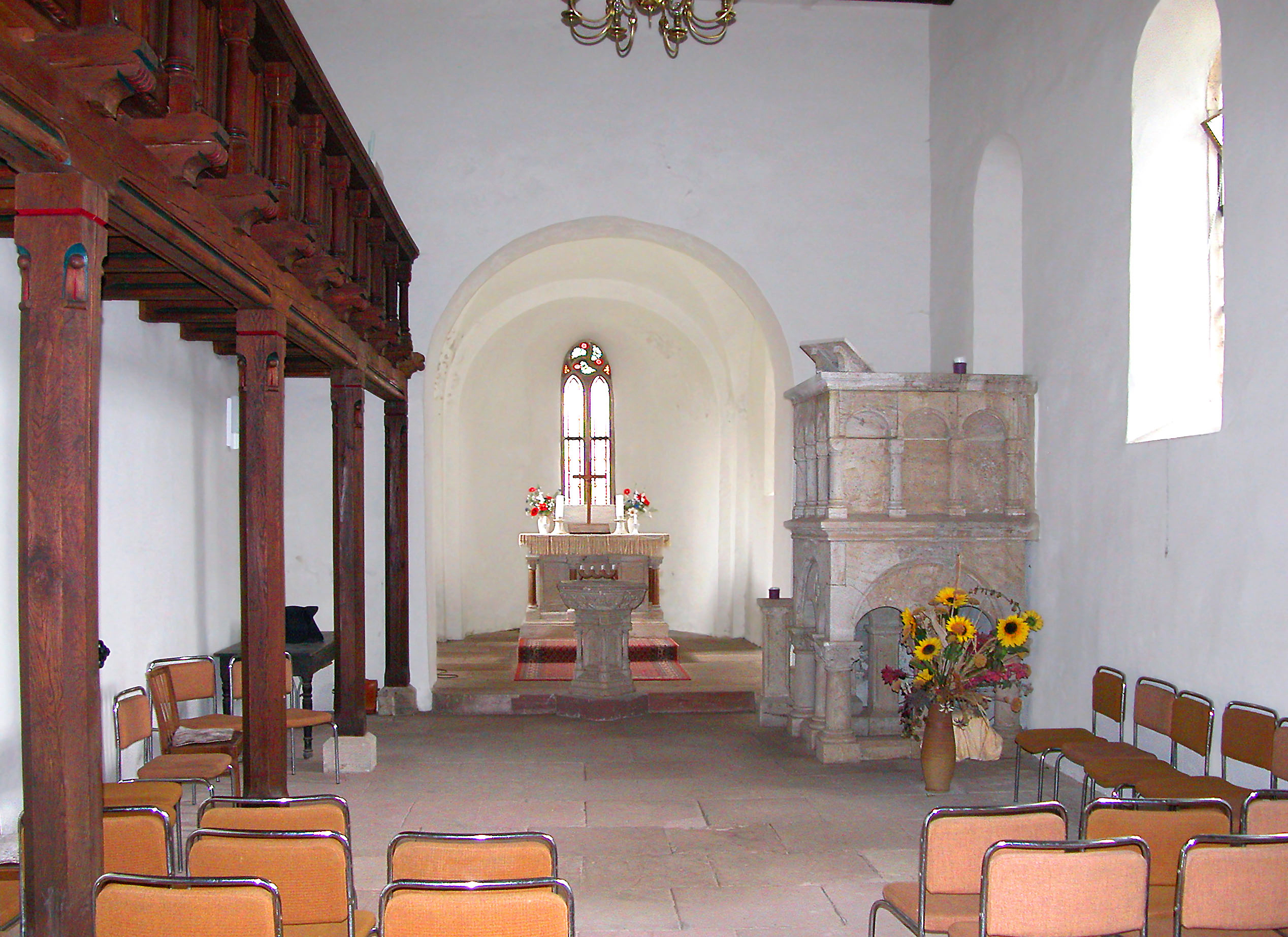
Innenansicht

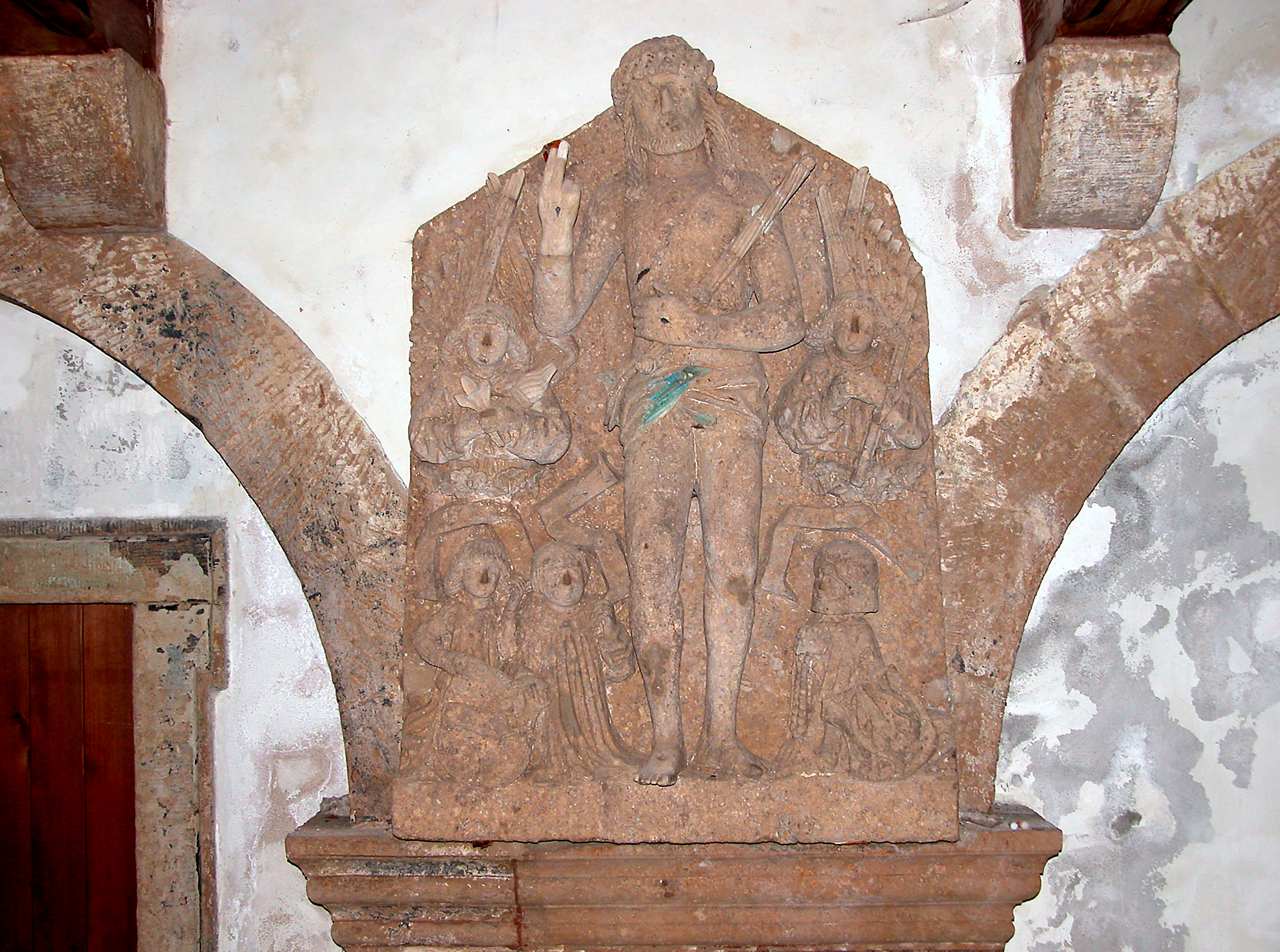
Rest eines Epitaphs mit Schmerzensmann

Die ehemalige Klosterkirche Zscheiplitz ist eine romanische Saalkirche im Ortsteil Zscheiplitz von Freyburg (Unstrut) im Burgenlandkreis in Sachsen-Anhalt. Sie wird vom Verein Kloster Zscheiplitz – Klosterbrüder für Konzerte und Trauungen genutzt.

## Geschichte und Architektur
Die Kirche ist die ehemalige Klosterkirche des Benediktinerinnen-Klosters Zscheiplitz in der Art der romanischen Chorturmkirchen der Region. Sie besteht aus auffallend sorgfältig ausgeführtem Mauerwerk, das möglicherweise noch aus dem späten 11. Jahrhundert stammt. Der eingezogene quadratische Turm mit halbkreisförmiger Apsis hat im Glockengeschoss rundbogige Schallöffnungen, die 1881 nach Befund erneuert wurden. Die spitzbogigen Fenster an der Nord- und Südseite und das zweiteilige Maßwerkfenster in der Apsis wurden in gotischer Zeit gestaltet; ein schiefergedeckter Spitzhelm schließt das Bauwerk ab. Nach Schließung und jahrelangem Verfall konnte das Bauwerk bis November 1994 restauriert und wiedereröffnet werden.
Das Schiff ist im Innern flachgedeckt mit rundbogigem Triumph- und Apsisbogen; die ursprüngliche Westwand wurde bei Grabungen aufgefunden. In der Südwand des Schiffs sind rundbogige Fenster eingebaut, die 1894 anstelle barocker Rechteckfenster eingesetzt wurden. Ende des 12. Jahrhunderts wurde die Wand abgebrochen und eine langgestreckte Nonnenempore angebaut. Der darunterliegende Raum war ursprünglich mit einer Doppelarkade zum Schiff hin geöffnet. An den Pfeilern wurden profilierte Kämpfer mit geringen Resten der oberen Brüstung gefunden, das Portal und das Fenster darüber sind leicht spitzbogig. Nach 1555 wurde der Nonnenchor bis auf das Erdgeschoss und die schmalen Schlitzfenster und die Doppelarkade beseitigt, darüber wurde ein neuer Wirtschaftsbau errichtet. Westlich der Doppelarkade ist ein Gewölbe eingezogen, die spätere Gruft; das Außenportal stammt von 1926.
Der nördliche Kapellenanbau entstand vermutlich nur wenig später als der Nonnenchor. Das Bauwerk ist quadratisch mit halbkreisförmiger Apsis, die Fenster des älteren Kernbaus an der Nordseite wurden damit zugesetzt. An der Nordseite ist ein leicht spitzbogiges Portal mit kräftigem Wulst in der Laibung angeordnet, die übrigen spitzbogigen Öffnungen sind etwas breiter. Die Tür zur Kirche ist rundbogig. Ursprünglich gab es eine Westempore über einer Doppelarkade, die im 18./19. Jahrhundert verstümmelt wurde.

## Ausstattung
Der innere Ausbau der Kirche und die Ausstattung der Kirche entstanden hauptsächlich in den Jahren 1893/1894, diese besteht aus dem Altar, der steinernen Kanzel, dem Taufstein, der hölzernen Empore und der Decke; aus früherer Zeit ist nur der Rest eines Epitaphs erhalten, das aus einem Relief mit Schmerzensmann und Stifter besteht, eine künstlerisch wertvolle Arbeit aus der zweiten Hälfte des 15. Jahrhunderts, die in den Jahren 1985–1995 restauriert wurde. Am Außenbau sind mehrere barocke Grabsteine aufgestellt.